# Laterna magica

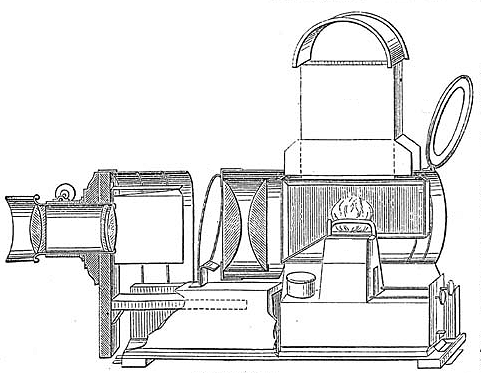
Bűvös lámpás

A laterna magica (bűvös lámpás vagy sciopticon) a modern diavetítő őse volt  A philadelphiai Henry R. Heyl szabadalmaztatta 1870-ben.
Elsőként Leon Battista Alberti épített laterna magicát 1437-ben, mai formájának megjelenése a 17. század közepére tehető. 1663-ban már megvásárolható volt a jobb londoni optikusoknál.

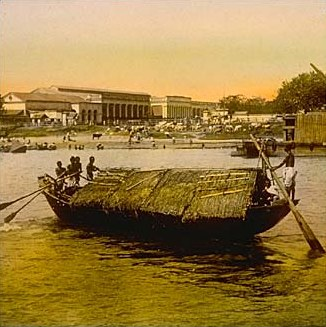
Egy laterna magica kép (William Henry Jackson, 1895)

Athanasius Kircher beszámol róla Ars Magna Lucis et Umbrae néven 1671-ben, valószínűleg egy már létező találmányt írt le. Egy olajlámpa és egy lencse segítségével az üveglapokra festett képeket ki lehetett vetíteni egy megfelelő vászonra. A 19. századra több vándorló laterna magica-művész is járta Nagy-Britanniát, és bemutatókat rendezett a városokban és falvakban. Némelyik bemutatón „speciális effektusokra” is sor került, üveglapok csúsztatásával és forgatásával mozgóképeket idéztek elő. Az egyik, ami különösen a gyerekeknek nagyon tetszett, a Patkánynyelő volt, ahol patkányok ugráltak egy alvó ember szájába. A napóleoni háborúk idején egy sorozat egy brit és egy francia hajó találkozását mutatta be, a végén a francia hajó lángolva elsüllyedt, a hazafias közönség éljenzése közepette.
A fényképezés feltalálása lehetővé tette a képek gyors és olcsó előállítását. A képek híres látnivalókat, személyeket és idegen országokat ábrázoltak. Sorozatban árulták a fényképeket, melyek tanulságos történeteket meséltek el. Bár a 19. században rendkívül népszerűek voltak, a film feltalálása után feledésbe merültek, és a néhány fennmaradt lámpásért és képért most versengenek a műgyűjtők.
A fényképezést megelőző négy látványélmény egyike.

## Érdekességek
- Ingmar Bergman önéletrajzi könyve ezt a címet viseli. ISBN 9789630792684
- Laterna Magika(wd) prágai vizuális látványszínház

## Lásd még
- Projektor
- Camera obscura

## Külső hivatkozások
- Laterna magica virtuális kiállítás